# Filippo d'Angeli
Pour les articles homonymes, voir Angeli.
Filippo d'Angeli connu aussi comme Il Napolitano (né à Rome en 1600, mort en 1660 dans cette même ville) est un peintre italien baroque, actif principalement à Florence et Naples au XVIIe siècle, surtout connu pour ses miniatures sur les batailles. Il développa la peinture de genre en Italie.

## Biographie

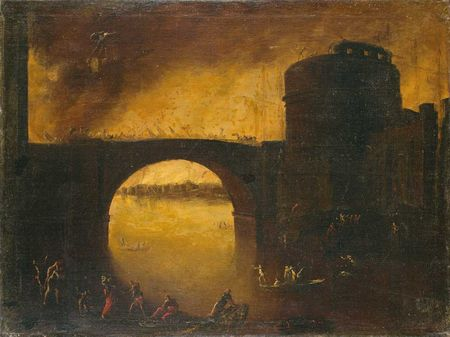
Bataille sur un pont

Filippo d'Angeli est né à Rome, mais se rend rapidement à Naples. De ce fait il est surnommé Il Napolitano. Il y est formé par son père, puis dans l’atelier du peintre Carlo Sellitto.
Il retourne à Rome, entre 1615 et 1652 et se lie avec les paysagistes du Nord, étudiant la peinture de Bril et d'Elsheimer. Il entre en contact avec l'entourage de Tassi et devient très vite connu pour ses petits tableaux sur cuivre et sur bois, représentant des "feux et des flottes et des animaux... et des compositions historiques comme les batailles ou les martyres ou autres" (Mancini).
En 1617 il est appelé à Florence à la cour du grand-duc Cosme II de Médicis. Au contact d'autres maîtres nordiques comme Breenbergh et Poelenburgh, il se spécialise dans l'exécution de paysages et de natures mortes.
Il retourne à Rome en 1621, lors du décès du grand-duc.
Son art a influencé Claude Gellée (le Lorrain).

## Œuvres
- La Prédication de saint Jean-Baptiste, musée du Louvre
- Campemant de bohémiens dans les ruines de la villa de Mécène à Tivoli, musée des beaux-arts de Bordeaux
- Adoration des mages, musée des beaux-arts de Lyon, inv. no A6
- Construction d'un pont et Bataille sur un pont, huile sur toile, paire 73 × 99 cm, Collection privée
- Apollo e Marsia
- Port avec bateaux, ruines et arche
- La diseuse de bonne aventure
- Paysage italien
- Délivrance d'Andromède, peinture  attribuée à Filippo d'Angeli, musée Jeanne d'Aboville (Andromède, attachée à un rocher et exposée aux fureurs du monstre marin, et Persée, monté sur Pégase, paraissent très petits dans cet étonnant paysage, à la fois ample et fantastique, et d'une exécution très soignée).

Au Palais Pitti à Florence
- Deux coquillages, huile sur toile, 39 × 56 cm
- La Tentation de saint Antoine, huile sur pierre, 32 × 31 cm
- Le Saladier, 1617-1621, huile sur toile, 37 × 46 cm
- L'Alchimiste, 1617-1621, huile sur toile, 92 × 135 cm. Peint pour Cosme II de Médicis